# Kepler-63b
Kepler-63b es un planeta extrasolar que orbita la estrella Kepler-63. Fue descubierta por el método de tránsito astronómico en el año 2013. Kepler-63b orbita alrededor de una estrella similar al Sol cada 9,43 días. La estrella anfitriona tiene unas grandes y persistentes manchas estelares en el polo y una alta oblicuidad proyectada a 104 grados. Las manchas en los polos de las estrella se han pronosticado en las simulaciones de la actividad magnética de jóvenes estrellas como el Sol.